# FN 303非致命性彈藥發射器
FN 303非致命性彈藥發射器（FN 303）是一款由比利时槍械製造商埃斯塔勒國營工廠（荷蘭語：Fabrique Nationale de Herstal，簡稱：FN）所設計和生產的半自動非致命性防暴彈藥發射器。FN 303所發射的是經過特別設計、會在受到衝擊力後立即碎裂的18毫米專用彈藥（非致命性彈藥），以消除因為子弹的貫穿力而受到重大傷害的風險。這武器最主要的操作情況包括：鎮壓國內的暴動、以油漆彈對暴力的嫌疑犯留下標記和建立對敏感地區的監控。

## 概述
FN 303使用壓縮空氣發射非致命性彈藥，其彈鼓內能裝填15發鎮暴彈。其設計旨在對目標造成足以癱瘓目標鈍傷效果而不會對目標造成致命傷害，而且最適合於防暴等多種作戰期間出現了要避免使用各種致命性武器（包括枪械）的地方使用。
FN 303可在利用槍托進行肩射時使用其可調整及折疊的機械瞄具瞄準，也可以在移除其槍托部份及手槍握把以後安裝在大多數突击步枪成為槍管下掛的武器（在這個形態以下，它就會被命名為M303）。由於其機匣頂部還配備了MIL-STD-1913戰術導軌，因此可以使用大多數的商業武器配件，例如光学瞄准镜、紅點鏡／反射式瞄準鏡、全息瞄準鏡、棱鏡式瞄準鏡、夜視鏡、雷射瞄準器（LAM）和戰術燈。FN亦按照著市場上的需求推出了其一套發射裝置配件，包括戰術背心、吊繩、方便攜帶的袋和气体壓縮機。其最大的準確射程為35公尺（38.28码），有效射程70公尺（76.55码）。

## 開發歷史
FN 303是以最初蒙特利海灣公司（英語：Monterey Bay Corporation）的XM303這個驗證概念項目為藍本，其命名亦是來自該公司。而包括設計師和研究人員在內的開發團隊是從兩個相關的油漆彈開始設計，製造公司設計和生產出空氣槍式設計和F/X槍，一個專業團隊的部門的產品。
該驗證概念的原型，就被命名為UBTPS（英語：Under Barrel Tactical Paintball System，意為：槍管下掛式戰術型油漆彈系統）
其設計亦可使它裝上M16步槍。由於FN 303被視為一種非致命性的武器系統，而且它可以裝上如步槍這一種的致命性武器系統，因而提供了可以立即使用的遠距離作戰及反擊性能。但最常見的FN 303還是其獨立使用的版本。
UBTPS還具有旋轉功能的槍管彈倉，可以有效的選擇和發射到不同的遠距離目標而無需改變整個彈倉。
蒙特利海灣公司和F/X戰術開發公司也開發了一種以铋加重彈頭的方式遠到其必需的質量，使UTPBS必須達到指定有效射程的要求終於得到實現。

## 彈藥
FN 303的所有類型的彈藥內都含有一種無毒性的铋壓縮而成，令彈頭更有效地以壓縮氣體飛出。彈藥的設計是會在受到碰撞以後碎裂，以防止做成貫穿力過大而增加受到更大傷害的風險。彈藥後方吸收壓縮氣體壓力的方式不同。彈藥分為5種，分別是：
- 訓練彈（英語：Training）／痛擊彈（英語：Impact）—100％不含毒素，透明的乙二醇基座，痛擊彈威力比訓練彈稍強
- 永久油漆彈（英語：Permanent paint）—以黃色的乳膠作為基座，塗料是聚合物
- 耐洗塗料彈（英語：Washable paint）—粉紅色的荧光顏料，無毒性乙二醇基座
- 辣椒油樹脂彈（英語：Oleoresin capsicum，又稱刺激性弹药）—橙染色，無毒性乙二醇基座混合10％ 5,300,000SHU的胡椒噴霧

## 安全性問題
2004年，FN 303牽涉一項有爭議的事件，維多利亞·斯內爾格羅夫在波士顿被意外地射中眼睛和致命傷。根據隨後的檢驗，波士頓警方表示，在發射約300發以後，FN 303的準確性“下降得明顯”（Decreased significantly）。而根據各人提供的證供，證實了該警員的確發射了一發FN 303的彈藥，他亦說明他的射擊目標是一名投擲瓶子的暴徒和甚至不知道他打中的是一個旁觀者。
國營埃斯塔勒（英語：Fabrique Nationale de Herstal，簡稱：FN）方面已表示，他們無法接受測試結果：“波士頓警方在沒有適當的信息和培訓下就試圖測試該設備，結果當然是有缺陷的。”他們正在關切地研究FN 303，但他們不相信有回收的需要。
波士顿和FN雙方就這次非正常的死亡事件的訴訟於2006年7月以15,000,000美元結束。2007年，波士頓警方銷毀了剩餘的FN 303及其相關配件，並聲明FN 303的威力比預期過大和致命。
2009年5月11日，在卢森堡阿賽洛（ARCELOR，前稱盧森堡阿爾貝德（ARBED））城市建設前方發生的暴力抗議活動中，盧森堡警察部隊首次使用這種武器。一名RTL的攝影記者被FN 303擊中手部，一個指頭被打破。

## 使用國
- 比利时
  - 特別單位總局[11]
- 保加利亚
  - 陸軍
  - 軍警[12]
- 芬兰
- - 格魯吉亞內務部特別行動部（曾經使用兩次，分別是在一間警察局對非法入境的示威者作為防禦性武器和在2007年11月7日暴動）[13]
- 日本
  - 日本警察
- 利比亞：於2008年購買了1,500具非致命性彈藥發射器，並於2009年期間完成交付。[14]
- 盧森堡
  - 大公國警方特別單位[15][16]
- 瑞士
  - 警察單位
- 土耳其
  - 安全總局飛行小隊[17]
- 美国
  - 美國武裝部隊[1]亦被加州的旧金山警察局[18]
  - 格林菲爾德警察局
  - 圣克拉拉县懲教署[19]
  - 佛罗里达州棕櫚灘縣行政及司法長官辦公室
  - 海關及邊境保衛局[20]
  - 阿拉米達縣警長辦公室[21]所採用。

## 圖集

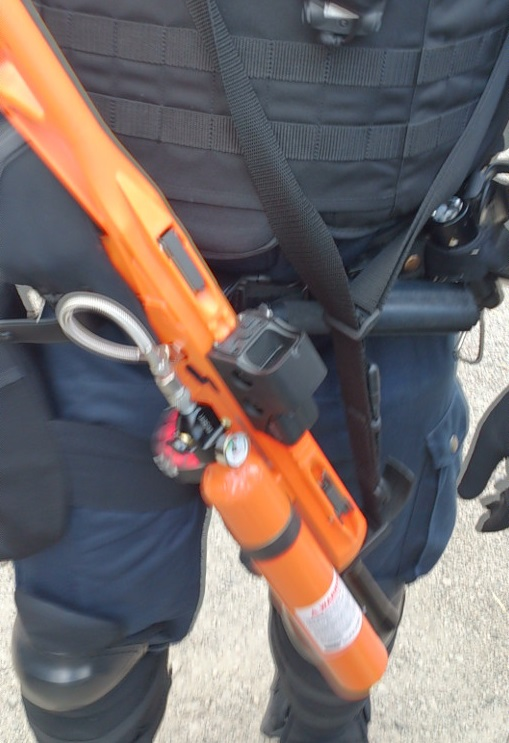
芬蘭防暴警察的橙色FN 303
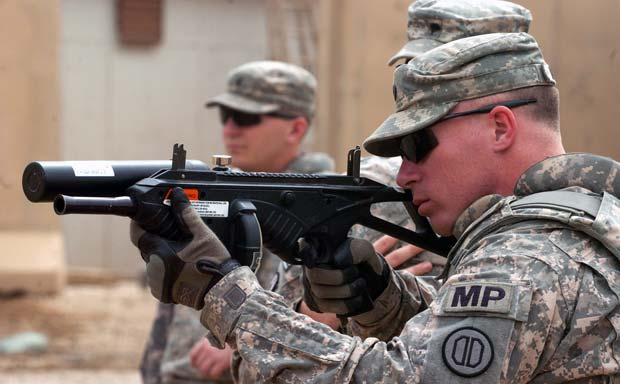
美國陸軍宪兵在訓練中使用FN 303

## 資料來源

## 外部連結
- （英文）—FNH USA—Commercial／LE—Less lethal
  - FN 303 Launchers
  - FN 303P[永久]
- （英文）—FNH USA—Military—Less lethal—FN 303 Launchers
- （英文）—Tactical-Life.com—
  - FNH USA FN 303（页面存档备份，存于）
  - FN 303: FN America’s Less Lethal Launcher（页面存档备份，存于）
- （简体中文）—《轻兵器》—FN公司新型非致命武器[]

### 视频
- （英文）—FNH USA FN 303的宣傳片[永久]
- （英文）—YouTube上的FNH USA FN 303P的宣傳片